# Dasha Astafieva
Pour les articles homonymes, voir Astafieva.
Daria Dasha Viktorivna Astafieva (en ukrainien : Даря "Даша" Вікторівна Астафєва), née le 4 août 1985, est une chanteuse, mannequin, playmate, et actrice ukrainienne. Elle fait partie du groupe NikitA.

## Biographie

### Enfance
Dasha Viktorivna Astafieva est née le 4 août 1985 à Pokrov en RSS d'Ukraine. Son père, Victor, a travaillé dans les chemins de fer et sa mère, Irina, dans les plantations sous serre,. À l'âge de neuf ans, elle trouve dans un placard, un exemplaire de Playboy dans sa version américaine avec Katarina Witt en couverture. Depuis ce jour, Dasha Astafieva veut poser pour Playboy. À seize ans, elle participe à un concours de beauté qui se tient à Dniepropetrovsk. Après le lycée, Dasha Astafieva a étudié le théâtre à l'université de Dnepropetrovsk sur le conseil de sa mère.

### Carrière
Dasha Astafieva commence sa carrière de mannequin en 2003. Elle déménage à Kiev ou elle rencontre le producteur Yuri Nikitin qui l'invite en 2007 à participer au télécrochet Star Factory dans sa version ukrainienne, qu'elle remporte. Très populaire à la suite de l'émission, elle crée son propre groupe et fonde avec Anastasiya Kumeiko, en 2008, le groupe pop NikitA du nom du producteur Yuri Nikitin.

### Consécration

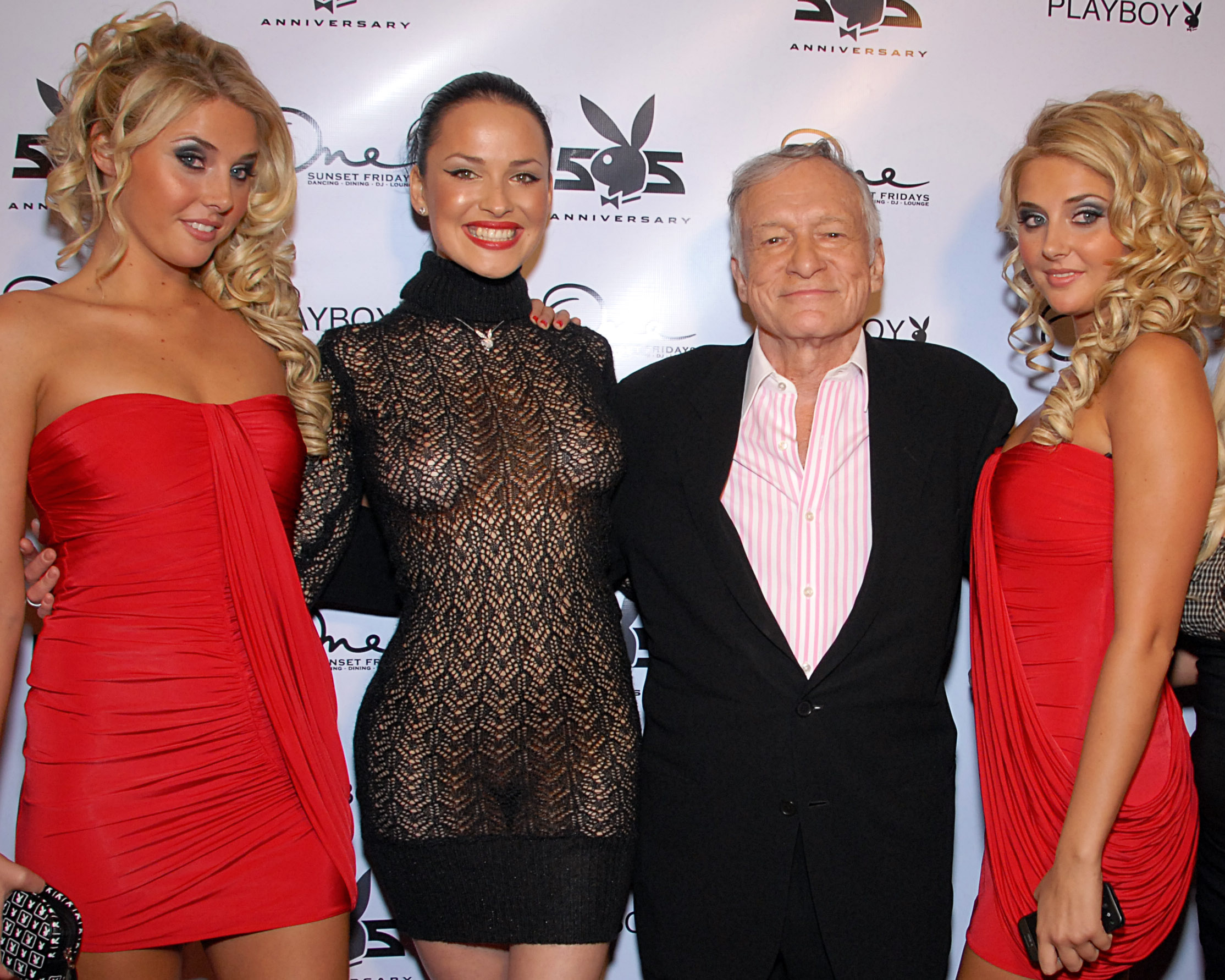
Dasha Astafieva avec Hugh Hefner et les jumelles Kristina et Karissa Shannon

Dasha Astafieva est élue Playmate de l'année 2007 pour l'édition ukrainienne de Playboy. Elle a ensuite été choisie pour être la playmate de janvier 2009 de l'édition U.S. pour les cinquante-cinq ans du magazine. Dasha Astafieva est la première ukrainienne à être choisie comme playmate du mois dans une édition américaine. À l'occasion des cinquante-cinq ans de Playboy, le 12 décembre 2008, cette pratiquante de yoga n'a pas hésité à enlever sa culotte devant les photographes. Depuis son avènement outre-atlantique, Dasha Astafieva est l'égérie du site internet de rencontre de femmes russes nommé Anastasiadate.com,,, et elle joue son propre rôle dans la série Les Girls de Playboy où elle sème le trouble au sein du manoir Playboy.
En 2011, Dasha Astafieva joue dans le film Lovers in Kiev (Закохані у Київ), qui est à l'instar de Paris, je t'aime ou New York, I Love You, une anthologie de huit courts-métrages traitant de l'amour dans la ville de Kiev.

## Physique

### Mensurations
- 96 - 58 - 91
- taille : 173 cm
- poids : 55 kg

### Chirurgie esthétique
Des chirurgiens américains affirment que les formes de Dasha Astafieva sont trop parfaites pour ne pas être le résultat d'opérations esthétiques. Le docteur Sherell Aston déclare qu'une rhinoplastie a eu lieu. Tandis que l'absence des rides d'expression du visage signifie l'utilisation de Botox (toxine botulique). Ce point de vue est confirmé par le docteur Jennifer Walden, qui a également attiré l'attention sur l'utilisation possible du Botox, pour lisser la peau du visage . Dasha Astafieva a des seins naturels, toutefois, elle n'exclut pas à l'avenir, de mettre des implants mammaires.

## Apparitions dans les numéros spéciaux dePlayboy
- Playboy's Sexy Girls Of The World 2010
- Playboy's Lingerie octobre-novembre 2010, pages 3, 26 - 27
- Playboy's Nude Playmates 2011, Couverture, pages 1, 32 - 37

## Filmographie
- Publicités pour Anastasiadate.com
- Les Girls de Playboy : son propre rôle
- Lovers in Kiev